# Carapicuíba
Carapicuíba és un municipi brasiler de l'estat de São Paulo, que té una població estimada cap a l'any 2006 de 389.634 habitants i una superfície de 35 km²;, el que dona una densitat demogràfica d'11.141,9 hab/km²;.
Els seus límits són els municipis de Barueri a l'oest i nord, Osasco a l'est, Cotia al sud i Jandira a l'oest. La ciutat compta amb el servei de trens de la línia B de la "Companyia Paulista de Trens Metropolitans" (CPTM). És municipi des de l'any 1964, quan es va emancipar de Barueri.